# Anciennes chroniques tibétaines

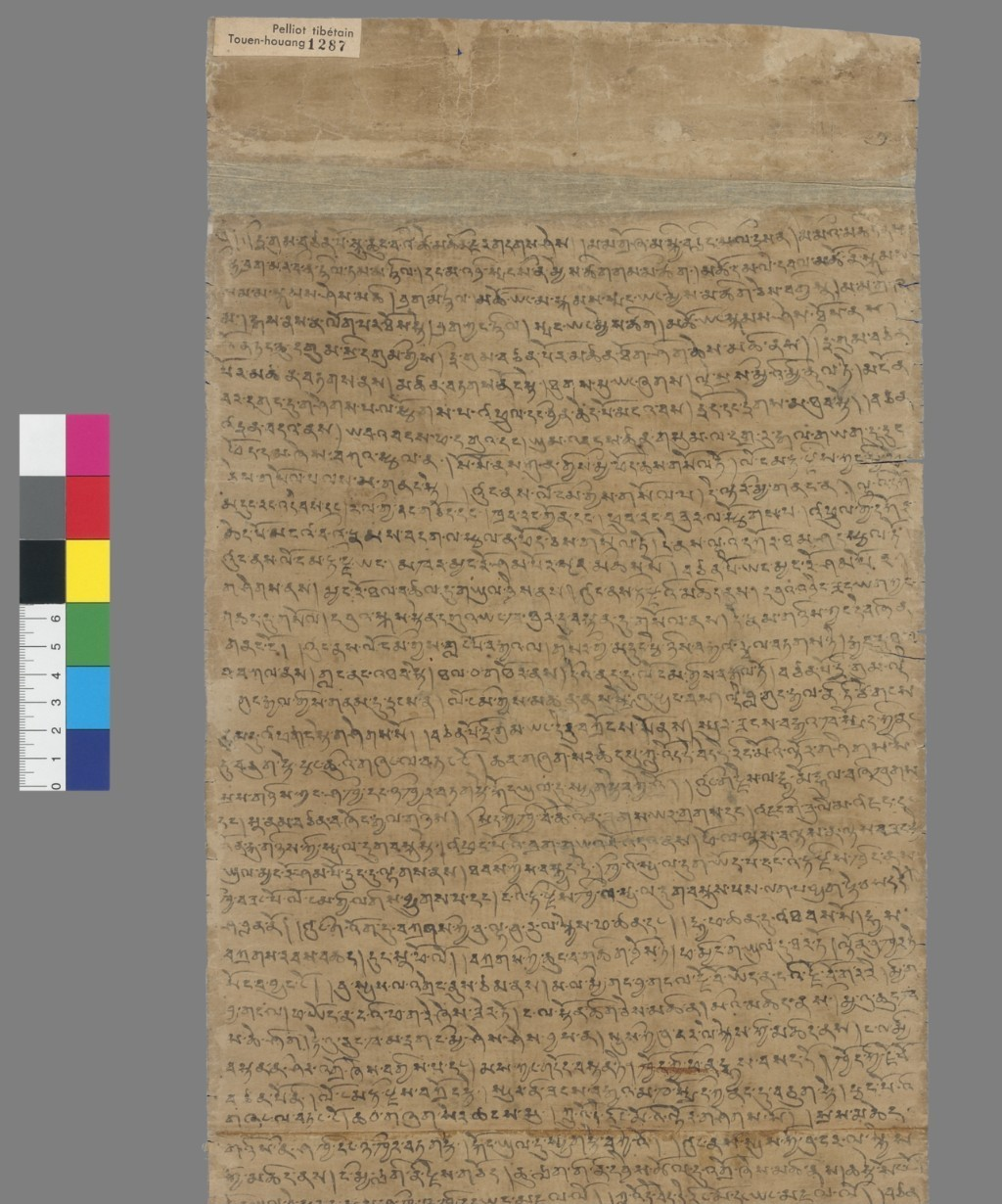
Un des rouleaux du manuscrit

Les anciennes chroniques tibétaines sont des chroniques narratives et chantées sur l'histoire de la dynastie Yarlung et l'Empire du Tibet, découvertes par Paul Pelliot, dans les grottes de Mogao, en Chine, au début du XXe siècle. (La grotte de la bibliothèque a été découverte par un moine taoïste appelé Wang Yuanlu en 1900, et une grande partie du contenu de la grotte a ensuite été vendue à des explorateurs européens tels qu’Aurel Stein et Paul Pelliot)